# 巴西國防部
國防部（葡萄牙語：Ministério da Defesa），是巴西負責軍事的內閣部门。它由國防部長領導。
國防部有三個主要指揮机构：陸軍司令部、海軍司令部和空軍司令部。廣義的國防部管轄機構有國家民用航空局和高級軍事學院。

## 國防策略
巴西的國防策略概述國防政策、國家動員政策和國防戰略。

## 國防部長列表
|                  | 照片 | 姓名                     | 上任          | 離職              | 任命                                        |
| 1                |      | 埃爾西奧·阿爾瓦雷斯      | 1999年6月10日 | 2000年1月23日     | 费尔南多·恩里克·卡多佐                      |
| 2.               |      | 熱拉爾多·馬熱拉·金唐     | 2000年1月24日 | 2002年12月31日    | 费尔南多·恩里克·卡多佐                      |
| 3                |      | 若泽·小维埃加斯          | 2003年1月1日  | 2004年11月8日     | 路易斯·伊納西奧·盧拉·達席爾瓦               |
| 4                |      | 若澤·阿倫卡爾            | 2004年11月8日 | 2006年3月31日     | 路易斯·伊納西奧·盧拉·達席爾瓦               |
| 5                |      | 瓦尔迪尔·皮雷斯          | 2006年3月31日 | 2007年7月25日     | 路易斯·伊納西奧·盧拉·達席爾瓦               |
| 6                |      | 内尔松·若宾              | 2007年7月25日 | 2011年8月4日      | 路易斯·伊纳西奥·卢拉·达席尔瓦 迪爾瑪·羅塞夫 |
| 7                |      | 塞尔索·阿莫里姆          | 2011年8月3日  | 2014年12月31日    | 迪爾瑪·羅塞夫                               |
| 8                |      | 雅克·瓦格纳              | 2015年1月1日  | 2015年10月2日     | 迪爾瑪·羅塞夫                               |
| 9                |      | 阿尔多·雷贝洛            | 2015年10月2日 | 2016年5月12日     | 迪爾瑪·羅塞夫                               |
| 10               |      | 劳尔·容曼                | 2016年8月20日 | 2018年2月27日     | 米歇爾·特梅爾                               |
| 11               |      | 若阿金·席尔瓦-卢纳       | 2018年2月27日 | 2019 2019年1月1日 | 米歇爾·特梅爾                               |
| 12               |      | 费尔南多·阿泽维多-席尔瓦 | 2019年1月1日  | 2021年3月29日     | 雅伊爾·博索納羅                             |
| 13               |      | 瓦尔特·索萨·布拉加·内图  | 2021年3月29日 | 2022年4月1日      | 雅伊爾·博索納羅                             |
| 14               |      | 保罗·塞尔吉奥·诺盖拉     | 2022年4月1日  | 2023年1月1日      | 雅伊爾·博索納羅                             |
| 15               |      | 若泽·穆西奥              | 2023年1月1日  | 现任              | 路易斯·伊纳西奥·卢拉·达席尔瓦               |
| 來源：巴西國防部 |      |                          |               |                   |                                             |

## 外部連結
- （页面存档备份，存于）
- 巴西陸軍
- [永久]
- 巴西空軍 （页面存档备份，存于）
- 國家民用航空署 （页面存档备份，存于）
- [永久]